# حركة الخلافة
حركة الخلافة المعروفة أيضًا باسم الحركة الإسلامية الهندية (1919م - 1924م) هي حركة إسلامية سياسية ظهرت في الهند، وتعتبر أقدم حركة إسلامية دعت لإستعادة الخلافة في العصر الحديث، عبارة عن حملة احتجاج سياسي إسلامي عام أطلقها مسلمو الهند البريطانية بقيادة مولانا شوكت علي جوهر ، ومولانا محمد علي جوهر،  وحكيم أجمل خان، وأبو الكلام آزاد لإعادة الخلافة العثمانية، التي كانت تعتبر زعيمة للمسلمين وكسلطة سياسية فاعلة. كان احتجاجا على العقوبات التي فرضت على الخليفة والإمبراطورية العثمانية بعد الحرب العالمية الأولى بموجب معاهدة سيفر.
انهارت الحركة في أواخر عام 1922م عندما اكتسبت تركيا موقفًا دبلوماسيًا أكثر تفضيلًا واتجهت نحو القومية. بحلول عام 1924م، ألغت تركيا ببساطة دور الخليفة.

## الخلفية

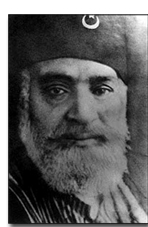
شوكت علي قائد حركة الخلافة.

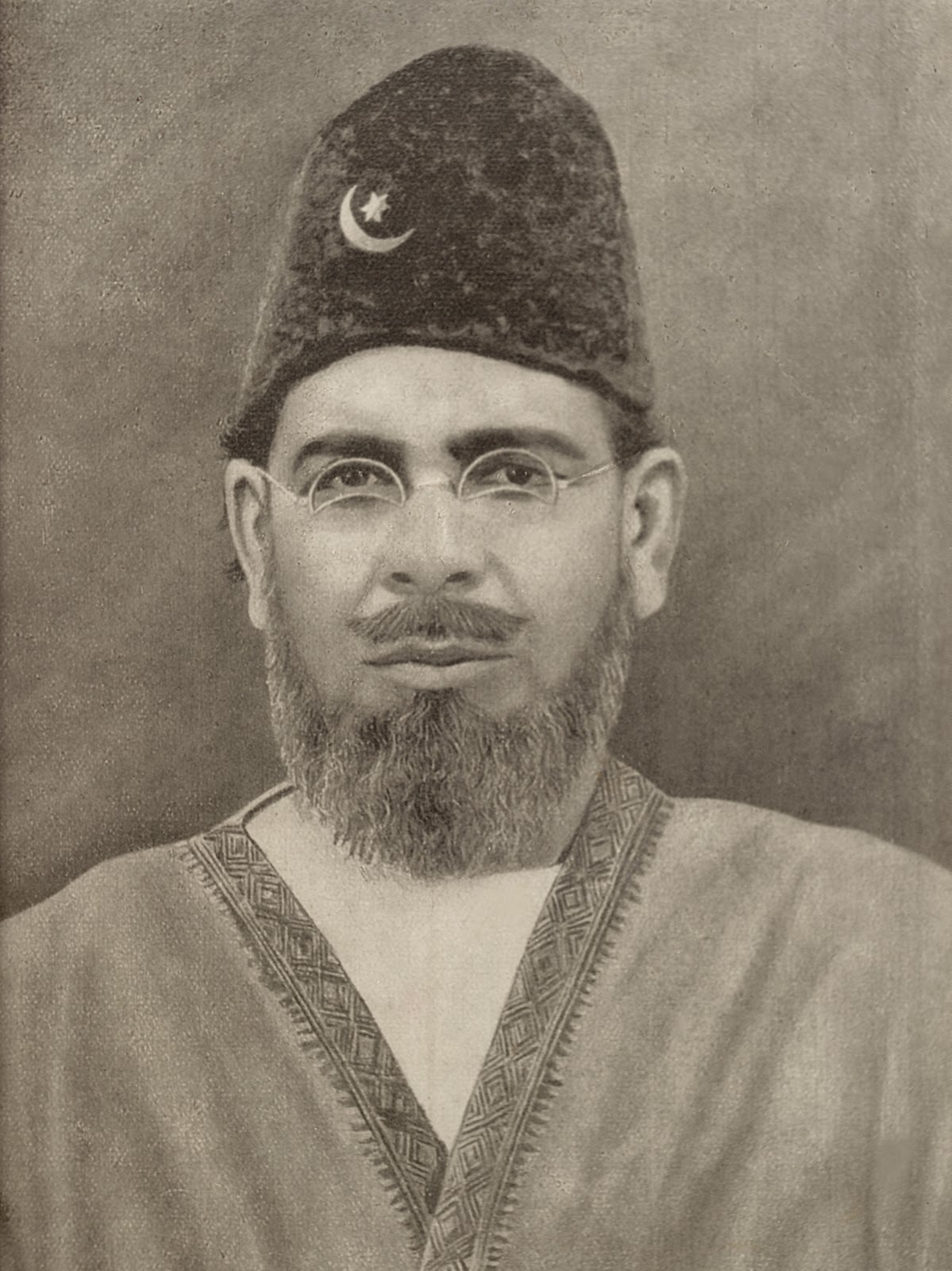
محمد علي جوهر أحد أبرز الشخصيات الرائدة في حركة الخلافة.

أطلق السلطان العثماني عبد الحميد الثاني (1842-1918) برنامجه القومي الإسلامي في محاولة لحماية الإمبراطورية العثمانية من الهجوم الغربي وسحق المعارضة الديمقراطية في الداخل وتقطيع أوصالها. أرسل جمال الدين الأفغاني كمبعوثًا إلى الهند في أواخر القرن التاسع عشر،  أثارت قضية الملك العثماني العاطفة الدينية والتعاطف بين المسلمين الهنود. بصفته الخليفة، كان السلطان العثماني اسميًا الزعيم الديني والسياسي الأعلى لجميع المسلمين السنة في جميع أنحاء العالم. ومع ذلك لم يتم استخدام هذه السلطة في الواقع.
بدأ عدد كبير من القادة الدينيين المسلمين العمل على نشر الوعي وتنمية مشاركة المسلمين لصالح الخلافة. حاول الزعيم الديني المسلم مولانا محمود حسن تنظيم حرب استقلال وطنية بدعم من الإمبراطورية العثمانية.
أُجبر عبد الحميد الثاني على استعادة الملكية الدستورية إيذانًا ببدء العصر الدستوري الثاني من قبل ثورة تركيا الفتاة. خلفه أخوه محمد الخامس (1844-1918) ولكن بعد الثورة، أصبحت القوة الحقيقية في الإمبراطورية العثمانية في يد القوميين. كانت الحركة موضوعًا في مؤتمر لندن (فبراير 1920)؛ لكن القوميين العرب رأوا في ذلك تهديدًا لاستمرار الهيمنة الإسلامية على الأراضي العربية.

## التقسيم
تعرضت الإمبراطورية العثمانية بعد وقوفها إلى جانب القوى المركزية خلال الحرب العالمية الأولى لهزيمة عسكرية كبيرة. خفضت معاهدة فرساي (1919) من نطاقها الإقليمي وقلصت من نفوذها السياسي، لكن قوى أوروبا المنتصرة وعدت بحماية مكانة السلطان العثماني كخليفة. ومع ذلك، بموجب معاهدة سيفر (1920)، تم فصل أراضي مثل فلسطين وسوريا ولبنان والعراق عن الإمبراطورية.
داخل تركيا نشأت حركة قومية علمانية تقدمية، عُرفت باسم الحركة الوطنية التركية. خلال حرب الاستقلال التركية (1919-1923)، ألغى الثوار الأتراك بقيادة مصطفى كمال أتاتورك معاهدة سيفر مع معاهدة لوزان (1923). بعد إصلاحات أتاتورك، ألغت جمهورية تركيا مركز الخلافة عام 1924. عرض أتاتورك الخلافة على أحمد شريف السنوسي بشرط أن يقيم خارج تركيا. ورفض السنوسي العرض وأكد دعمه لعبد المجيد. ثم ادعى حسين بن علي، شريف مكة والحجاز، زعيم الثورة العربية، باللقب، لكن مملكته هزمت وضمها ابن سعود عام 1925.

## حركة الخلافة في جنوب آسيا
على الرغم من ظهور الأنشطة السياسية والغضب الشعبي لصالح الخلافة في جميع أنحاء العالم الإسلامي، إلا أن أبرز الأنشطة حدثت في الهند. أمضى الصحفي المسلم البارز مولانا محمد علي جوهر، وهو صحفي مسلم تلقى تعليمه في أكسفورد، أربع سنوات في السجن لدعوته إلى مقاومة الحكومة الاستعمارية ودعم الخلافة. في بداية حرب الاستقلال التركية، خشي الزعماء الدينيون المسلمون على الخلافة التي كانت القوى الأوروبية مترددة في حمايتها. بالنسبة لبعض مسلمي الهند، كان احتمال تجنيدهم للقتال ضد إخوانهم المسلمين في تركيا لعنة. بالنسبة لمؤسسيها وأتباعها، لم تكن الخلافة حركة دينية بل كانت تعبيرًا عن التضامن مع إخوانهم المسلمين في تركيا.
انضم محمد علي وشقيقه الأكبر مولانا شوكت علي إلى قادة مسلمين آخرين مثل بير غلام مجديد سرندي، والشيخ شوكت علي صديقي، والدكتور مختار أحمد أنصاري، ومحامي رئيس المهاجرين جان محمد جونيجو، وحسرة مهاني، وسيد عطا الله شاه بخاري، محمد فاروق تشيشتي، مولانا أبو الكلام آزاد، د. حكيم أجمل خان لتشكيل لجنة خلافة عموم الهند. كان مقر المنظمة في لكناو، الهند في حات شوكت علي، مجمع المالك شوكت علي صديقي. كانوا يهدفون إلى بناء وحدة سياسية بين المسلمين واستخدام نفوذهم لحماية الخلافة. في عام 1920، نشروا بيان الخلافة، الذي دعا البريطانيين لحماية الخلافة ودعوا مسلمي الهند إلى التوحد ومحاسبة البريطانيين لهذا الغرض.  ضمت لجنة الخلافة في البنغال محمد أكرم خان، ومنروزمان إسلام آبادي، ومجيب الرحمن خان، وشيتارانجان داس.
في عام 1920، تم تشكيل تحالف بين قادة الخلافة والمؤتمر الوطني الهندي، أكبر حزب سياسي في الهند والحركة القومية.  وعد زعيم المؤتمر المهندس غاندي وزعماء الخلافة بالعمل والقتال معًا من أجل قضايا الخلافة وسواراج . سعياً لزيادة الضغط على الحكومة الاستعمارية، أصبح الخلافة جزءًا رئيسيًا من حركة عدم التعاون - وهي حملة وطنية من العصيان المدني الجماعي السلمي. كما شارك البعض في احتجاج على الهجرة من مقاطعة الحدود الشمالية الغربية إلى أفغانستان تحت قيادة أمان الله خان. كما نما قادة الخلافة مثل الدكتور أنصاري ومولانا آزاد وحكيم أجمل خان شخصياً على مقربة من غاندي. أسس هؤلاء القادة «الجامعة الملية الإسلامية» في عام 1920 لتعزيز التعليم المستقل والتجديد الاجتماعي للمسلمين.
كانت حملة عدم التعاون ناجحة في البداية. بدأ البرنامج بمقاطعة المجالس التشريعية والمدارس الحكومية والكليات والسلع الأجنبية. وظائف الحكومة وتسليم الألقاب والامتيازات. انتشرت الاحتجاجات الضخمة والإضرابات وأعمال العصيان المدني في جميع أنحاء الهند. انضم الهندوس والمسلمون إلى الحملة التي كانت سلمية في البداية. تم القبض على غاندي والأخوة علي وآخرين بسرعة من قبل الحكومة الاستعمارية. تحت علم Tehrik-e-Khilafat ، تولى وفد البنجاب خلافة المكون من مولانا منصور أحمد ومولانا لطف الله خان دانكوري دورًا رائدًا في جميع أنحاء الهند، مع تركيز خاص في البنجاب (سيرسا ولاهور وهاريانا وما إلى ذلك). الناس من قرى مثلكانت أوجلة خرد المساهمين الرئيسيين في القضية.
على الرغم من إجراء محادثات مع الحكومة الاستعمارية واستمرار أنشطتها، إلا أن حركة الخلافة ضعفت حيث انقسم المسلمون بين العمل لصالح المؤتمر وقضية الخلافة ورابطة المسلمين.
وجاءت الضربة القاضية بانتصار قوات مصطفى كمال باشا التي أطاحت بالحكم العثماني وأقامت جمهورية تقدمية علمانية في تركيا المستقلة. ألغى دور الخليفة ولم يطلب المساعدة من الهنود.
قيادة الخلافة منقسمة على خطوط سياسية مختلفة. أنشأ سيد عطا الله شاه بخاري مجلس أحرار الإسلام بدعم من شودري أفضل حق. ظل قادة مثل الدكتور أنصاري ومولانا آزاد وحكيم أجمل خان من المؤيدين الأقوياء لغاندي والكونغرس. التحق الأخوان علي بعصبة المسلمين. سيلعبون دورًا رئيسيًا في نمو الجاذبية الشعبية للرابطة والحركة الباكستانية اللاحقة. ومع ذلك، كان هناك مؤتمر الخلافة في القدس في عام 1931 بعد إلغاء تركيا للخلافة، لتحديد ما يجب القيام به بشأن الخلافة.

## تراث
حركة الخلافة تثير الجدل وآراء قوية. من قبل النقاد، يُنظر إليه على أنه أحد التحريضات السياسية القائمة على برنامج إسلامي أصولي شامل ولامبالاة إلى حد كبير بقضية استقلال الهند. منتقدو الخلافة يرون في تحالفها مع الكونغرس زواج مصلحة. يرى أنصار الخلافة أنها الشرارة التي أدت إلى حركة عدم التعاون في الهند وعلامة بارزة في تحسين العلاقات بين الهندوس والمسلمين، في حين أن دعاة باكستان والانفصالية الإسلامية يرونها خطوة رئيسية نحو إنشاء دولة إسلامية منفصلة. يُنظر إلى الأخوين علي على أنهم الآباء المؤسسون لباكستان، في حين يتم الاحتفال على نطاق واسع بآزاد والدكتور أنصاري وحكيم أجمل خان كأبطال قوميين في الهند.
يجادل النقاد أيضًا بأن الحركة كانت مرتبطة بحوادث قتل الهندوس على نطاق واسع مثل تمرد مالابار.